# Georg Heinrich Nöhden
Georg Heinrich Nöhden (* 23. Januar 1770 in Göttingen; † 13. März 1826 in London) war ein deutsch-britischer Erzieher und Philologe.

## Leben

### Familie
Georg Heinrich Nöhden war der Sohn des Göttinger Kürschners Johann Moritz Nöhden und dessen Ehefrau Anna Christina (geb. Werber); sein Bruder war der Mediziner und Privatdozent Heinrich Adolf Nöhden (1774–1804).
Er blieb zeit seines Lebens unverheiratet.

### Werdegang

#### Ausbildung
Georg Heinrich Nöhden besuchte bis 1788 das Gymnasium (heute Max-Planck-Gymnasium) in Göttingen, an dem er unter anderem Unterricht beim Rektor Johann Andreas Suchfort (1747–1824) hatte, der sein Interesse für die Philologie weckte. Er erlernte am Gymnasium auch die italienische, französische und englische Sprache.
Nach Beendigung des Gymnasiums immatrikulierte er sich 1788 zu einem Philologie- und Geschichtsstudium, mit Vorlesungen bei Johann Christoph Gatterer, an der Universität Göttingen. Weitere Vorlesungen hatte er unter anderem in Philosophie bei Johann Georg Heinrich Feder, in der Naturlehre bei Georg Christoph Lichtenberg und in der Naturgeschichte bei Johann Friedrich Blumenbach. Auf Empfehlung seines Rektors Suchfort wählte er die Hochschullehrer Christian Gottlob Heyne und Johann Gottfried Eichhorn zu seinen führenden Lehrern. Heyne, der das philologische Seminar von Johann Matthias Gesner übernommen hatte, nahm Georg Heinrich Nöhden als ordentliches Mitglied in das Seminar auf.
In dem philologischen Seminar erhielt er den Auftrag, die Göttinger Handschrift von Nikanders Alexipharmaka mit der Ausgabe Alexipharmaca und Theriaca von Johann Gottlob Theaenus Schneider zu vergleichen, und erhielt hierzu die Handschrift von Charles Townley; später gedachte Christian Gottlob Heyne dieser Arbeit in seiner Vorrede zum Homer.

#### Tätigkeit als Erzieher
1791 kam der wohlhabende Engländer Richard James Lawrence (1745–1830) mit seiner Ehefrau und seinen vier Söhnen nach Göttingen, dem die Reputation der Universität und der Ruf von Christian Gottlob Heyne gefiel; zu diesen Söhnen gehörte unter anderem der spätere Schriftsteller James Henry Lawrence. Wegen der Ausbildung seiner Söhne bat er Heyne um eine Lehrer-Empfehlung und dieser schlug unter anderem Georg Heinrich Nöhden vor, der die Ausbildung in griechischer, lateinischer und deutscher Sprache unterrichten konnte. Aufgrund seiner mangelnden Englisch-Kenntnisse, und weil er auch zuvor noch keinen Unterricht in seiner Muttersprache gehalten hatte, erlernte er sowohl die englische Sprache und machte sich auch mit den deutschen Schriftstellern vertraut, um daraus Regeln für eine Grammatik zu gewinnen; aus dieser Erfahrung entstand in der Folge seine deutsche Grammatik für Engländer, die von seiner Kenntnis der deutschen, englischen und anderen neuen und alten Sprachen geprägt war.
Nachdem Richard James Lawrence geplant hatte, mit seiner Familie und in Begleitung von Georg Heinrich Nöhden nach Italien zu reisen, folgte dieser dem Rat von Christian Gottlob Heyne und lehnte die Reise ab. Lawrence reiste zwar im Herbst mit seiner Familie nach Italien ab, ließ jedoch den zweiten und dritten Sohn in Göttingen, teils um von Nöhden weiter unterrichtet zu werden, aber auch, um weiter an den Vorlesungen in der Universität teilzunehmen.
Nöhden konnte seine Englisch-Sprachkenntnisse weiter vertiefen, weil mehrere Engländer in Göttingen studierten, mit denen er engeren Umgang hatte, da sich einige von ihnen auch von ihm unterrichten ließen; er las, gemeinsam mit ihnen, die lateinischen und griechischen Schriftsteller und unterrichtete sie auch im Deutschen.
1792 übernahm Nöhden auch für die Encyklopädie der lateinischen Klassiker, die im Verlag  von Joachim Heinrich Campe erschien, die Erläuterungen des Vergils und beantwortete im gleichen Jahr die von der philosophischen Fakultät in Göttingen aufgegebene Preisfrage über Asiae Herodoteae difficiliora; trotz seiner hervorragenden Arbeit, hielt er seine Arbeit aus Schamgründen geheim, sodass er keine Hilfsmittel zur Ausarbeitung der Arbeit und somit auch keinen Preis erhielt.
1793 erhielt Nöhden eine Anfrage von Baron William Milner (1754–1811), ob er dessen vierzehnjährigen Sohn William Mordaunt Sturt Milner (1779–1855) als Hofmeister an die Schule nach Eton begleiten wollte; gern nahm er diesen Auftrag an. Im Dezember 1793 reiste er erstmalig nach London und dann am 15. Dezember 1793 weiter zum Landsitz von Baron William Milner nach Nun Appleton bei Appleton Roebuck in Yorkshire. Auf dem Landsitz traf er unter anderem auch den späteren Oberrichter von Ceylon, Alexander Johnston (1775–1849), wieder, dessen Bekanntschaft er während des Jurastudiums in Göttingen gemacht hatte. Er hielt sich bis Januar 1793 bei der Familie Milner auf deren Landsitz auf, bevor diese im Januar 1794 nach London umzog. Im Februar 1794 begleitete er William Mordaunt Sturt Milner nach Eton an das Eton College.
Während seines Aufenthaltes, als einziger Ausländer unter den dortigen Hofmeistern, machte er die Bekanntschaft mit dem Geologen und Vorleser der Königin, Jean-André Deluc, dem Astronomen Wilhelm Herschel und dem Philologen Jacob Bryant (1715–1804), dem er eine Empfehlung von Heyne vorlegen konnte, die zu einer freundschaftlichen Verbindung mit Bryant führte; er hielt sich auch gelegentlich am Hof in Windsor auf. Während der Ferienzeit begleitete er William Mordaunt Sturt Milner nach Nun Appleton und in dieser Zeit wurde er zu einer Reise mit William Milner durch die Gegend von Yorkshire mitgenommen, dabei machte er unter anderem die Bekanntschaft mit William Fitzwilliam (1748–1833), auf dessen Anwesen, Wentworthouse genannt, und dessen Sohn Charles Wentworth-Fitzwilliam (1786–1857).
Im Oktober 1796 reiste er gemeinsam mit William Mordaunt Sturt Milner nach Göttingen und traf dort im Oktober ein.
Weil er zu diesem Zeitpunkt immer noch ein Lehramt an einer deutschen Universität anstrebte, promovierte er nach seiner Rückkehr in Göttingen mit seiner Dissertation De Porphyrii Scholiis in Homerum zum Dr phil. und der Rechte. In dieser Zeit kam er auch wegen seiner Übersetzung von Friedrich Schillers Die Verschwörung des Fiesco zu Genua mit diesem in einen Briefwechsel, so unter anderem am 5. Juni 1799, in dem Friedrich Schiller ihm in einem Brief mitteilte, „auch die Wallenstein'schen Schauspiele bin ich gesonnen, in ein einziges Theaterstück zusammen zu ziehen, weil die Trennung derselben tragischen Handlung in zwei Repräsentationen aus dem Theater etwas Ungewöhnliches hat und die erste Hälfte immer etwas Unbefriedigtes behält. In ein Stück vereinigt, bilden beide aber ein sehr wirkungsreiches Theaterstück, wie mich die Repräsentation in Weimar belehrt hat.“
Im Juni 1797 ging er, gemeinsam mit William Mordaunt Sturt Milner nach Braunschweig und sie wurden, durch ihre Empfehlungsschreiben, am Hof von Herzog Karl Wilhelm Ferdinand aufgenommen. Bevor sie nach drei Monaten nach Berlin weiterreisten, lernten sie unter anderem Eberhard August Wilhelm von Zimmermann, Wilhelm Arnold Eschenburg, August Ferdinand Lueder und Karl Franz Christian Wagner kennen.
In Berlin machte er die Bekanntschaft mit Friedrich Nicolai und dem damaligen englischen Gesandten, Lord Thomas Bruce.
Im Oktober 1797 traf er, gemeinsam mit William Mordaunt Sturt Milner, wieder in England ein. Nach seiner Rückkehr nahm er auch seine freundschaftliche Beziehung zu Jacob Bryant wieder auf und begleitete diesen bei seinen Spaziergängen nach Cippenham oder der Philologe holte ihn in seinem Wagen ab.
Er traf auch seinen Freund John Stoddart (1773–1856) wieder, mit dem er gemeinsam die Übersetzung von Friedrich Schillers Don Carlos 1798 vornahm.
1798 begleitete er den jüngeren Brüder von William Mordaunt Sturt Milner an das College in Eton.
Weil er sich immer noch mit der Idee beschäftigte, eine Anstellung an einer deutschen Universität zu erhalten, unternahm er 1802 eine Reise nach Deutschland und kam im Juli in Göttingen an. Er kehrte aber kurz darauf über Köln und Paris nach London zurück und traf dort im September 1802 wieder ein. Während seines Aufenthaltes in Paris machte er die Bekanntschaft mit den Gelehrten Jean-Baptiste Gaspard d’Ansse de Villoison, Ennio Quirino Visconti, Antoine-Isaac Silvestre de Sacy, Aubin-Louis Millin de Grandmaison und Antoine-Laurent de Jussieu sowie mit Jérôme Lalande, Pierre-Simon Laplace und Antoine François de Fourcroy.
Nach seiner Rückkehr nach England erhielt er den Auftrag zur Erziehung des dritten Sohns von William Milner und er begleitete später den ältesten Sohn auf die Universität Edinburgh; hier machte er unter anderem die Bekanntschaft mit Francis Rawdon-Hastings, Dugald Stewart, Archibald Dalzel, John Playfair und dem Dichter Walter Scott.
Er bekam, nach dem Tod der Ehefrau von William Milner, den Auftrag zur Erziehung des jüngsten Sohnes und verbrachte den größten Teil des Jahres 1802 in Nun Appleton; dort beschäftigte er sich mit dem Gartenbau, da er sich bereits seit mehreren Jahren mit Botanik befasste.
Nach dem Tod von William Milner erhielt er 1811 das Angebot von dessen Sohn in Nun Appleton zu bleiben, lehnte dies jedoch ab, weil er ein literarisches Privatleben in London führen wollte. Hierzu kam auch der Wunsch der Gesellschaft der ersten Buchhändler London, die ihn baten, 1812 die Herausgabe eines deutsch-englischen und englisch-deutschen Wörterbuchs zu übernehmen; nach zwei Jahren entstand 1814 sein Handwörterbuch Rabenhorst's Dictionary; seine Bücher wurden auch nach seinem Tod noch weiter herausgegeben. Nach seinem Umzug nach London wurde er Bibliothekar im Britischen Museum.
Nach dem Ende der kriegerischen Auseinandersetzungen mit Frankreich unternahm er Ende 1814 eine erneute Reise nach Deutschland und besuchte Göttingen, Gotha und Weimar, reiste von da über Leipzig und Dresden nach Wien, Preßburg, Salzburg, besuchte München, Augsburg, Nürnberg sowie Erlangen und kehrte durch Niedersachsen und Holland nach England zurück, und traf dort im September 1815 im Ramsgate ein.
1816 nahm sein ehemaliger Hochschullehrer, der Geheime Justizrat Johann Gottfried Eichhorn aus Göttingen, zu ihm Kontakt auf, und bat ihn, die Oberaufsicht über die Erziehung der Töchter des Großherzogs Carl Friedrich von Sachsen-Weimar-Eisenach und dessen Ehefrau Maria Pawlowna, zu übernehmen. 1818 folgte er der Einladung und wurde Erzieher der Prinzessinnen Marie und Augusta; während seiner Zeit in Weimar machte er auch die Bekanntschaft mit Johann Wolfgang von Goethe, mit dem er auch brieflich verkehrte.

#### Tätigkeit als Konservator im Britischen Museum
1819 erhielt er, während einer Italienreise, in Rom Briefe von seinen Freunden aus England, die ihm mitteilten, dass Antonin von Schlichtegroll (1793–1873), der Sohn von Friedrich von Schlichtegroll, eine Stelle im Britischen Museum freigemacht habe, die nun nachbesetzt werden sollte, und zu denen es bereits dreißig Bewerber gab. Nachdem er sich mit William Mordaunt Sturt Milner in Verbindung gesetzt hatte, teilte ihm dieser mit, er könne als Nachbesetzung auf die Stelle als Konservator der archäologischen Abteilung des Britischen Museums folgen.
In seiner neuen Aufgabe unternahm er eine Reise durch ganz England, um verschiedene Antiken-Museen kennenzulernen und schrieb unter anderem für Karl August Böttigers Amalthea mehrere Aufsätze sowie einen Aufsatz über Michel de Montaigne für Johann Wolfgang von Goethes Journal. Er unterstützte 1822 auch den Philologen Karl Otfried Müller bei dessen Forschungsarbeiten in London.
Seine letzte Arbeit war die Herausgabe und Erläuterung der von Lord John Rushout (1770–1859) herrührenden Selection of ancient coins chiefly of Magna Grecia and Sicily, ein numismatisches Werk, von denen nur 200  Exemplare gedruckt wurden.
In den 1820er Jahren stand er sowohl mit dem Literaturhistoriker August Wilhelm Schlegel als auch mit dem Gelehrten Wilhelm von Humboldt in Briefkontakt.
Während seiner Reisen hatte er in Prag auch den Linguisten und Bibliothekar Franz Posselt (1753–1825) kennengelernt, den er bei seiner Arbeit von London aus tatkräftig unterstützte.

## Mitgliedschaften
1800 wurde er zum Ehrenmitglied der Societatis Physicae Privatae Gottingensis ernannt.
Als sich in den 1820er Jahren in London die zwei Gelehrtenvereine Royal Society of Literature und die Royal Asiatic Society gegründet wurden, erhielt er eine Einladung an den jeweiligen Gründungsfeiern teilzunehmen. Weil er jedoch glaubte, einseitige Tendenzen bei der Society of Literature zu erkennen, zog er sich von dieser wieder zurück.
Mit Unterstützung von Henry Thomas Colebrooke wurde er zum Sekretär der Royal Asiatic Society gewählt; 1824 gab er den ersten Teil des Rechenschaftsberichts der Gesellschaft in der eigenen Druckerei der Gesellschaft heraus und schrieb für die Gesellschaft in dem Journal of the Royal Asiatic Society eine botanisch-archäologische Abhandlung über den indianischen Feigenbaum (Bangantree).
Er war Vorsitzender des deutschen Vereins zu London.
Als auswärtiger Sekretär gehörte er auch der Horticultural-Society an und war Mitglied der Königlichen Societät der Wissenschaften zu Göttingen.

## Schriften (Auswahl)
- Georg Heinrich Noehden; Karl Friedrich Heinrich: Erklärende Anmerkungen zu Virgils Aeneis: in zwölf Büchern.
  - 1. Teil. Braunschweig: In der Schulbuchhandlung, 1794.
  - 2. Teil. Braunschweig: In der Schulbuchhandlung, 1794.
  - 3. Teil. Braunschweig: In der Schulbuchhandlung, 1794.
  - 5. Teil, Band 1. Braunschweig: In der Schulbuchhandlung, 1794.
  - 5. Teil, Band 2. Braunschweig: In der Schulbuchhandlung, 1794.
  - 5. Teil, Band 3. Braunschweig: In der Schulbuchhandlung, 1794.
- Fiesco; Or the Genoese Conspiracy: a Tragedy. London: Printed for J. Johnson, R. Edwards and Cadell & Davies, 1796 und 1798 (2. Aufl.).
- Jacob Bryant's Abhandlung über den Trojanischen Krieg. Braunschweig: in der Schulbuchhandlung, 1797.
- De Porphyrii Scholiis in Homerum. Göttingen 1797.
- Friedrich Schiller; Georg Heinrich Noehden; John Stoddart: Don Carlos: a tragedy. London: Printed for W. J. and J. Richardson and sold by H. D. Symonds and Bell and Bradfute, 1798.
- Elements of German Grammar. London, 1807.
- A Grammar of the German Language. London, 1807.
- Exercises for writing German, according to the rules of grammar. London, 1809.
- Johann Wolfgang von Goethe; Georg Heinrich Nöhden; William Bulmer; Leonardo da Vinci: Observations on Leonardo da Vinci's celebrated picture of the last supper. London: Printed by W. Bulmer and W. Nicol, 1821.
- Rabenhorst's Dictionary. London 1822 (2. Aufl.).
- Ueber das sogenannte Memnons-Bild im Brittischen Museum zu London. In: Amalthea oder Museum der Kunstmythologie und bildlichen Alterthumskunde, Band 2. 1822. S. 127–173.
- German Grammar adapted to the use of Englishmans. London, 1823.
- Über den Torso der Richmondischen Venus im brittischen Museum. In: Amalthea oder Museum der Kunstmythologie und bildlichen Alterthumskunde, Band 3. 1825. S. 1–18.
- Specimens of ancient coins, of Magna Graecia and Sicily: selected from the cabinet of the Right Hon. the Lord Northwick. London 1826.
- Account of the Banyan-Tree, or Ficus Indica, as found in the ancient Greek and Roman Authors. In: Transactions of the Royal Asiatic Society of Great Britain and Ireland. London, 1827. S. 119–132.
- Neues Handwörterbuch der Englischen und Deutschen Sprache.
  - Band 1, Englisch und Deutsch. Hamburg, 1836.
  - Band 2, Deutsch und Englisch. Hamburg, 1836.